# 双日
双日是一家日本大型综合商社（General Trading Company），在全球从事广泛的贸易和投资业务。公司总部位于日本东京千代田区内幸町 。且是三和财阀成员之一。 双日由两家历史悠久的商社合并而成，于2004年正式成立 。作为日本具有代表性的六大综合商社之一 ，双日的业务网络遍布世界各地，拥有约440家在日本国内外的子公司和关联公司 。双日集团以企业标语“New way, New value”（“新方式，新价值”）为口号，致力于通过诚信经营连接全球，创造新的价值并营造富裕的未来。

## 历史
双日的历史可追溯至19世纪末，其前身公司之一的日棉实业（Nichimen，原名日本綿花株式会社）创立于1892年，最初专注于棉花进口贸易 。日绵在成立后不久即开拓中国业务，1903年于上海设立首家海外分公司，从事中国棉花的采购与贸易 。二战后，日绵成为最早恢复中日贸易往来的商社之一，为中日经济交流作出了贡献 。另一前身公司日商岩井（Nissho Iwai）成立于1968年，由日商株式会社和岩井产业株式会社合并而成，其渊源可追至1902年神户创建的铃木商店等企业 。日商岩井在战后也发展成为综合商社，并曾于1970年代涉足航空国防等领域。
进入21世纪初，面对日本国内经济环境和行业重组压力，日绵与日商岩井选择合并。2003年4月1日，两家公司通过设立共同的持股公司“日商岩井日绵控股株式会社”实现经营统合 。次年（2004年4月）持股公司旗下的日绵和日商岩井正式合并，新公司定名为“双日株式会社” 。“双日”之名寓意“双重的太阳”，取自两家前身公司名称中都包含的汉字“日”，象征着两家平等合并、融合为一 。合并完成后，公司进行了大规模的业务重组和财务强化措施，以解决累积债务并提高经营效率。2005年，原持股公司更名为双日控股并与双日株式会社合并，统一为现在的双日株式会社 。经过重组后的双日逐步走上正轨，并成为三和集团（Sanwa金融集团）旗下重要企业之一 。

## 主要业务
作为综合商社，双日的业务涵盖能源、金属、化学、机械、消费品、农业、基础设施等众多领域：
- 能源领域：双日在传统能源和新兴能源方面均有布局，业务包括石油、天然气等能源资源的开发与贸易，以及电力基础设施投资。公司积极参与可再生能源项目（如台湾云林海上风电场等） ，提供面向企业的可再生能源解决方案，并涉足能源节能服务和下游燃料分销等业务 。此外，双日还开展医疗保健相关项目，将能源基础设施建设与社会课题（如老龄化、电力需求）相结合 。
- 金属矿产领域：双日在金属及矿产资源方面进行上游权益投资和国际贸易，涵盖铁矿石、炼焦煤、钢铁制品、有色金属等资源的开发与销售。近年来公司注重循环经济，在资源回收和金属再生利用等新领域拓展业务，以构建符合社会需求的专业供应链 。双日曾参与加拿大Kami铁矿等海外矿产项目的开发 ，并通过子公司与合资企业经营金属加工及分销网络。
- 化学品领域：双日的化学品业务范围广泛，从甲醇等基础化学品到合成树脂、高性能材料，以及工业盐、稀土等无机化学品均有涉及 。公司在全球开展塑料树脂的生产贸易，并涉足环境和生命科学领域，例如投资芬兰的氢能技术企业以推动低碳氢气生产 。通过多元化的化工业务组合，双日致力于构建低碳、循环型社会所需的材料供应体系。
- 机械与汽车领域：在机械制造和汽车产业，双日从事汽车、商用车及施工机械的国际贸易和分销服务。公司在新兴市场参与汽车组装工厂和经销网络的投资建设，并经营汽车零部件和工业机械设备的进口出口业务。双日的汽车本部负责整车和零件贸易以及本地销售网点拓展，曾在东南亚等地建立合资汽车经销公司，提高当地的汽车装配与售后服务能力 。同时，公司也涉及轨道交通和船舶等运输装备领域，为全球基础设施项目提供机械设备支持。
- 消费品与零售领域：双日的消费品业务涵盖食品、纺织服装、日用品、零售服务等方面。公司在食品产业链中从事农产品、食品原料的生产与流通，并参与水产养殖和加工业务（如经营金枪鱼养殖及水产加工企业） 。在零售领域，双日涉足商场及商业设施的开发运营、连锁便利店特许经营等项目，并与国际品牌合作开展时尚服装等消费品业务。例如，旗下设有专营服装纺织的双日时装株式会社，负责服装的生产与贸易。在中国等地，双日通过投资合资企业形式参与当地消费品市场开发。
- 农业与食品工业领域：双日积极投身农业综合产业，在肥料、农药、饲料及农产品贸易上具有优势。公司是东南亚地区主要的化肥供应商之一，拥有并运营化肥工厂以满足当地农业需求。 同时，双日从事粮食、畜牧、水产等农食品的生产加工和进出口贸易，并在海外经营大型农场和林业项目，以支持可持续的农业发展。通过在农业领域的投入，双日推动粮食安全和食品加工产业的区域布局。
- 社会基础设施与航天领域：双日在航空航天、交通运输和城市基础设施方面开展多样化业务。公司作为波音等民用飞机的销售代理，提供航空器采购咨询，并开展飞机租赁和商务机服务等业务 。在防务领域，双日参与航空自卫队战斗机等军工产品的引进合作 。基础设施方面，双日投资运营海外机场和工业园区项目，参与城市开发和产业园区建设  。在运输领域，公司经营铁路机车车辆的维护及租赁业务，以及海运船舶相关服务 。通过这些项目，双日为各国的社会基础设施提供综合支持。[6]

## 全球布局
双日集团业务遍及全球多个国家和地区，在日本国内设有5家分支机构，在海外设有80余家分支机构 。截至2024年，双日于全球50多个国家开展业务活动，旗下约有国内131家、海外302家子公司及关联公司，形成庞大的国际业务网络 。双日历史上属于以三和银行为核心的三和集团企业圈 。与很多传统财阀不同，双日没有单一的大股东控制，而是通过广泛的国际网点和多元股东基础来运作。公司在亚洲、北美、欧洲、非洲等地均设有区域总部或子公司（如纽约的双日美洲公司、伦敦的双日欧洲公司、新加坡的双日亚洲公司等），以因地制宜推进当地业务发展。特别是中国市场，双日与中国有深厚渊源，目前在中国地区设有12家法人公司和办事处，参与投资了100多个中外合资企业，业务涉及贸易、制造、基建等领域，对华年贸易额一度达到50亿美元左右 。通过全球布局，双日建立了覆盖资源获取、生产制造到流通销售的国际化价值链，能够迅速响应各地区的市场需求。

## 财务数据
作为世界500强企业之一 ，双日的经营规模在日本商社中位居前列。最新财年（截至2023年3月31日）的合并业绩显示，公司实现营业收入约24,798亿日元，净利润约1,112亿日元，均创下历史新高  。双日拥有约2.47万名（24,701人）合并员工，在日本本社工作的员工约2,500人 。截至2024年，公司总市值约为7,000亿日元左右 （股价随市场波动），反映出投资者对其综合商社业务价值的认可。公司财务稳健，资产总额超过2万亿日元，近年股东权益收益率（ROE）保持两位数水平 。在持续创造利润的同时，双日也注重提高股东回报，连续多年实施增配股息政策。

## 管理层与股权结构
双日实行董事会领导下的执行官体制，最高管理层包括董事长和社长（首席执行官）等职务。目前，藤本昌义（Masayoshi Fujimoto）担任代表取缔役会长，植村幸祐（Kosuke Uemura）担任代表取缔役社长兼CEO 。两人在双日都有长期的任职经历，领导公司推进中期经营计划和全球战略。财务方面，由代表取缔役专务执行董事渋谷诚（Makoto Shibuya）担任首席财务官（CFO） 。公司董事会还包括多名来自业务一线的执行董事，确保各板块业务在决策层有充分代表。
双日的股权相对分散，以机构投资者为主。主要股东方面，日本的大型托管银行是双日最大的股东：截至2024年，日本Master Trust信托银行（托管账户）持股比例约17.93%，日本Custody Bank信托银行（托管账户）持股约7.17%，分列前两大股东 。此外，野村信托银行（投资信托账户）持股约1.55%，三菱UFJ摩根士丹利证券约1.54%，JP摩根、大和银行等海外托管机构各持股1%左右 。前十大股东中，大部分为信托银行和金融机构代管的投资者账户，这反映出双日并无单一控股股东，股权结构较为开放。历史上双日隶属于旧三和银行系，其主要融资往来银行包括三菱UFJ银行等大型银行集团，这些银行通过信托等形式持有公司股份，以维护战略合作关系。公司的股权结构稳定，市场公众股东超过20万人 ，公司治理遵循东京证券交易所的上市公司规则。

## 其他信息
双日株式会社为东京证券交易所上市公司，股票代码2768。自2022年起，公司股票在东证主板（Prime市场）交易 。双日亦在美国等海外市场挂牌有存托凭证（ADR）。公司注册资本约1,603亿日元 。
在集团品牌方面，双日拥有众多专业化子公司和业务品牌。例如，双日Pla-Net株式会社专营合成树脂和塑料业务，双日Ject株式会社则负责焦炭、碳纤维等碳素材料的贸易 。双日还通过旗下公司涉足服装时尚（双日时装）、食品流通（双日粮食）、建筑材料（双日建材）等细分领域，为各行业提供专业服务。
作为一家肩负社会责任的企业，双日积极推动ESG（环境、社会、治理）理念融入经营。双日连续多年入选多项权威可持续发展指数：包括英国富时罗素FTSE4Good指数系列及其日本ESG指数（FTSE Blossom Japan） ，美国标普道琼斯的道琼斯可持续发展指数（DJSI）世界指数（自2018年以来连续5年入选） 等。这些指数都将双日视为在环境保护、社会贡献和公司治理方面表现突出的企业。此外，双日在促进员工健康和多元化方面也获高度评价，已连续多年被日本政府评选为“健康经营优秀法人”（通称“White 500”）企业 ；自2017年以来每年入选MSCI日本赋权女性指数**（WIN）以表彰公司在女性人才发展方面的努力 。公司还制定了详尽的可持续发展目标和行动计划，将气候变化、资源循环利用、人力资本培养等列为重点课题并公开进展。
双日秉承其企业理念，持续通过贸易投资活动为社会创造价值。无论是在传统能源矿产供应，还是新兴产业孵化，双日都发挥着连接世界各地市场的桥梁作用。在稳健经营与合规管理的基础上，公司正朝着2030年愿景努力，追求“通过诚信之心连接世界，创造繁荣”，力争在实现自身成长的同时，为全球的可持续发展作出贡献。

## 财务表现比较
双日近年的财务业绩显著提升。根据公司年报，双日于截至2023年3月的财年首次实现超过1000亿日元的净利润 ；并在截至2024年3月的财年再创历史新高，实现连续两年净利润破千亿日元 。这一业绩增长部分归功于其业务结构优化和非资源类业务的扩大。日本信用评级机构JCR指出，丸红、伊藤忠和双日等商社的利润增长主要受到非资源领域的推动，这使得双日对大宗商品行情的依赖相对较低 。相比之下，传统五大商社中三菱商事、三井物产等资源业务占比过半，更易受到资源价格波动影响 。双日通过降低对煤炭等资源业务的依赖，在资源价格走软的情况下仍保持了稳定的盈利能力 。例如，标准普尔在2024年的评级报告中预测，尽管煤炭等价格趋弱，双日未来1-2年的净利润仍将维持在约1000亿日元水平，反映出其非资源业务的稳健增长 。
在资本结构方面，双日近年大幅优化财务体质。公司通过削减有息负债、增强股本，实现了更稳健的资产负债结构。JCR的分析显示，包括双日在内的部分商社已将净债务股权比控制在1倍以下，双日等三家公司更是保持了一定程度的缓冲，显著低于1倍水平 。截至2024年3月，双日的股东权益接近1万亿日元 ，净负债权益比率保持在合理范围内。这种保守的财务策略不仅降低了财务杠杆，还为公司提供了更大的资本灵活性，用于把握未来增长机遇和抵御市场波动 。总的来说，在营收与净利的成长性以及资本结构稳健性方面，双日近年的改善速度和幅度都体现出相对于传统五大商社的潜在优势。